# Musée maritime de Kiel
Le musée maritime de Kiel (en allemand : Schifffahrtsmuseum Kiel) est un musée qui a été créé en 1978 dans l'ancienne salle de criée de Sartorikai. Il montre l'histoire de la ville balnéaire de Kiel et ses liaisons maritimes dans le monde entier. La lanterne du bateau-phare Alexander von Humboldt a été installée devant le musée.
Le bateau de sauvetage en mer Hindenburg (IV) (1944), le bateau-pompe Kiel (1941), le navire à passagers Stadt Kiel (1934), le baliseur Bussard (1906) se trouvent au quai voisin du musée.

## Historique

### La halle aux poissons de Kiel

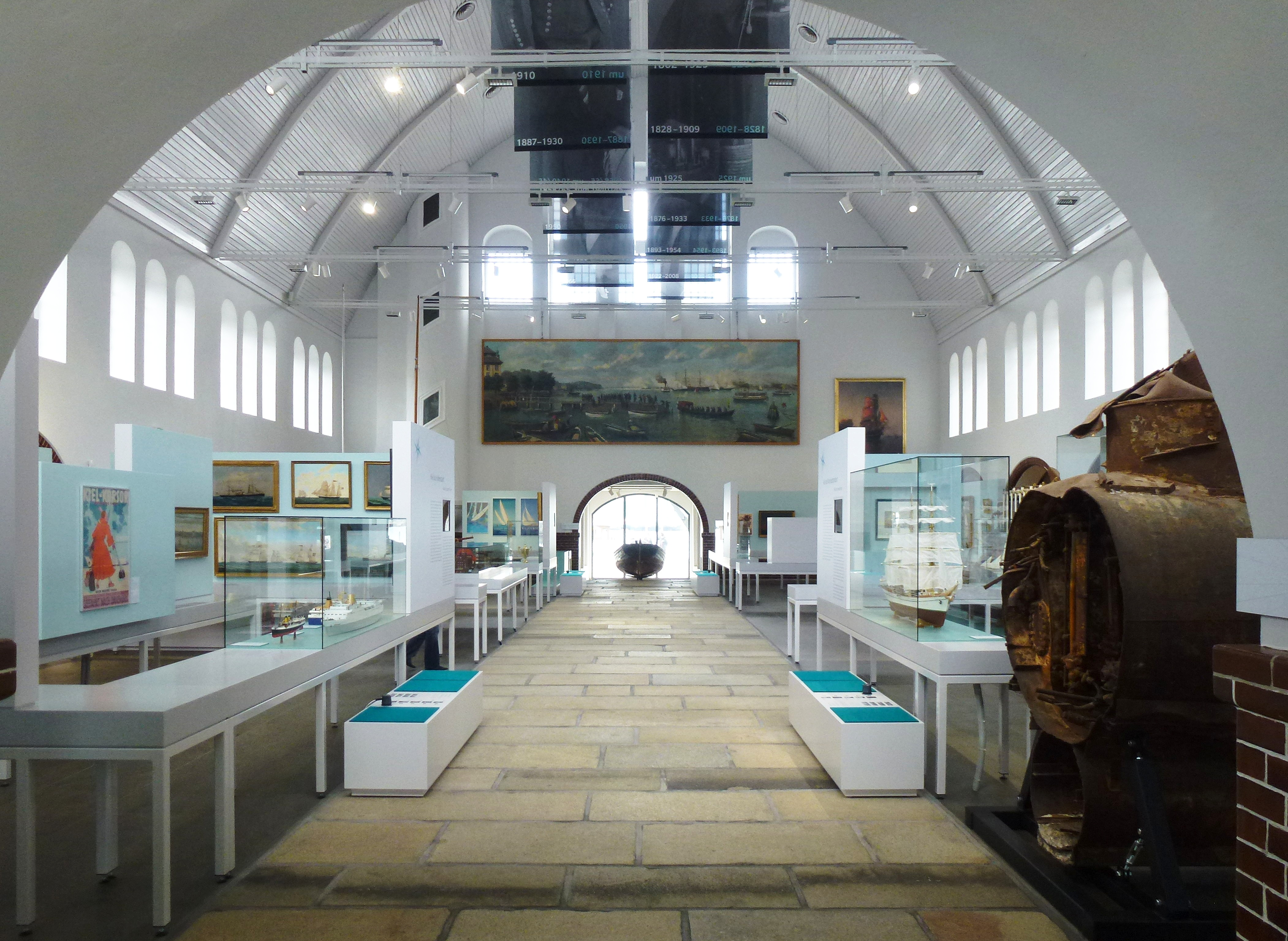
Ancienne halle aux poissons

Elle a été ouverte en 1910 afin de concentrer le commerce du poisson en un seul endroit et de le rendre indépendant des intempéries. Le prestigieux bâtiment au toit haut a été conçu par l'officier d'urbanisme Georg Pauly (de). À l'intérieur, il y avait deux étals de 8 m de long autour desquels les pêcheurs s'installaient leurs pêches. Dehors, il y avait 30 magasins individuels. Cependant, la nouvelle halle n'a pas répondu aux attentes : elle était trop petite pour les ventes aux enchères, et les magasins et stands n'ont trouvé aucun locataire.

### Le musée

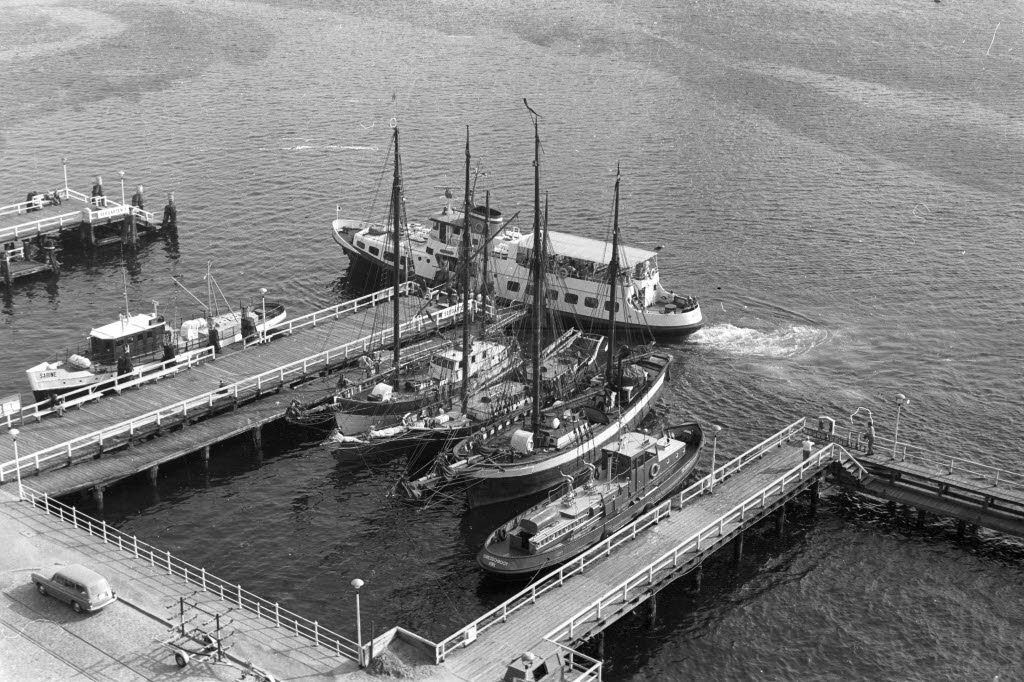
Port musée

Après avoir survécu sans dommage à la Seconde Guerre mondiale, la halle a perdu sa fonction lorsque le marché aux poissons a déménagé dans l'estuaire de la Schwentine en 1948. Après une longue période de vacance, il a été décidé de démolir le bâtiment en 1966, mais cela n'a pas été exécuté. En 1972, le bâtiment a été placé sous la protection des monuments et inscrit sur la liste des monuments culturels de la ville de Kiel.
Le musée maritime a été ouvert le 30 avril 1978. Le 25 avril 2014, après des travaux de rénovation en 2010 , le musée a été officiellement rouvert avec une nouvelle exposition. L'exposition permanente se concentre sur l'histoire de la pêche de Kiel, le canal de Kiel, des peintures marines et de nombreux modèles de navires et équipements nautiques. Les expositions comprennent également un segment d'épave du petit sous-marin Seehund, qui a été récupéré dans le fjord de Kiel en 1995 lors de la construction du troisième terminal de ferry.

## Galerie

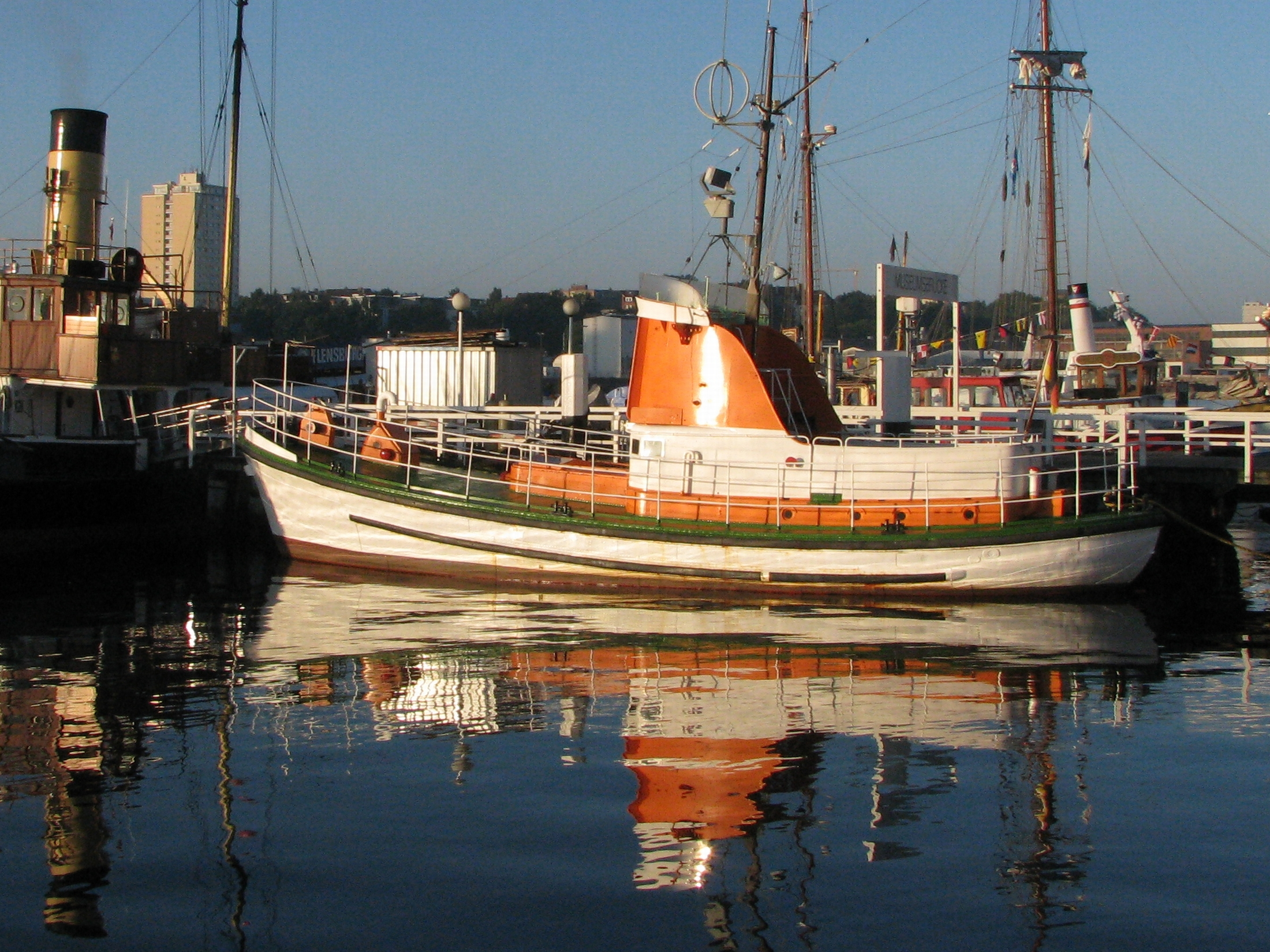
Bateau de sauvetageHindenburg
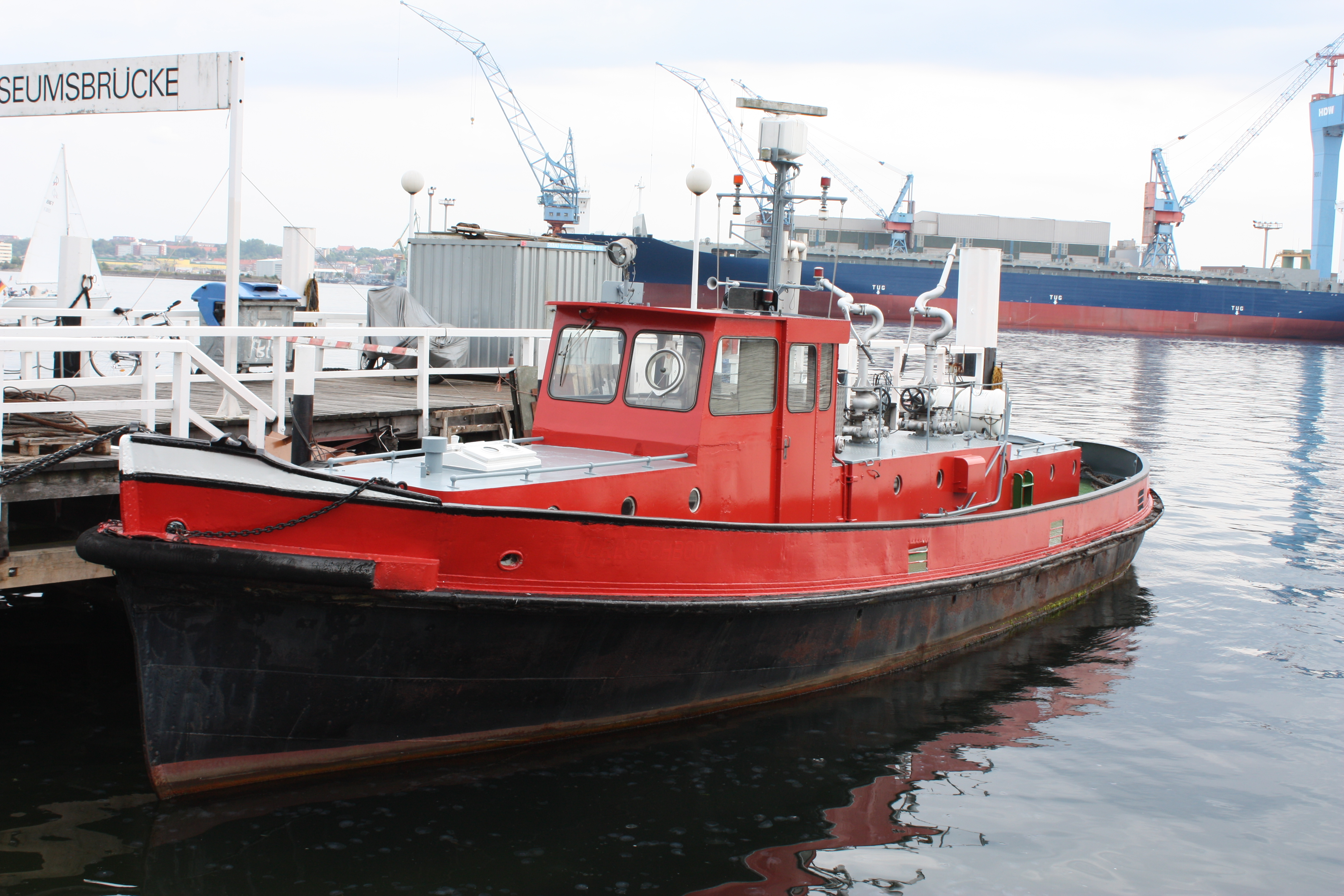
Bateau-pompe Keil
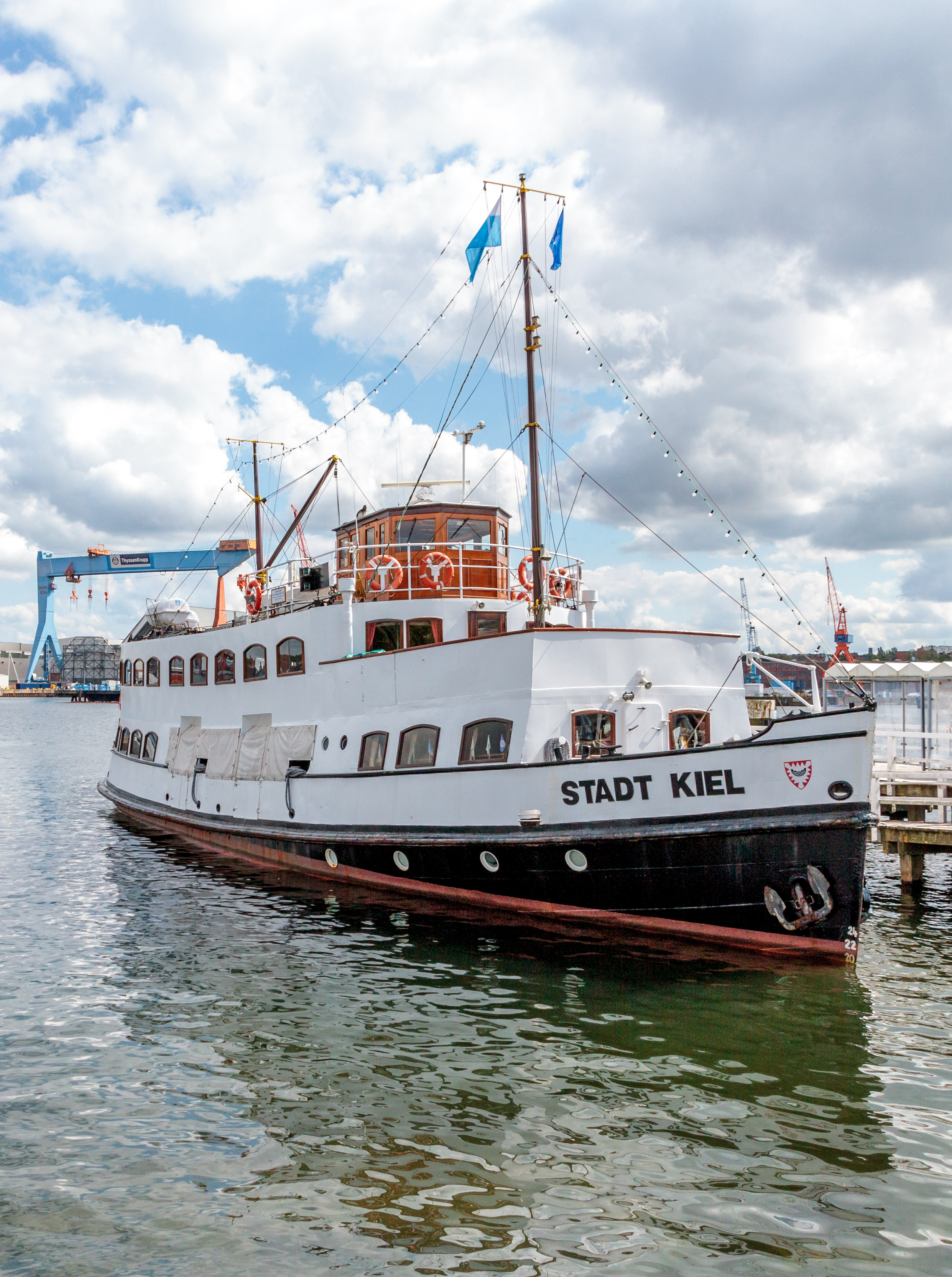
Navire à passagers Stadt Keil
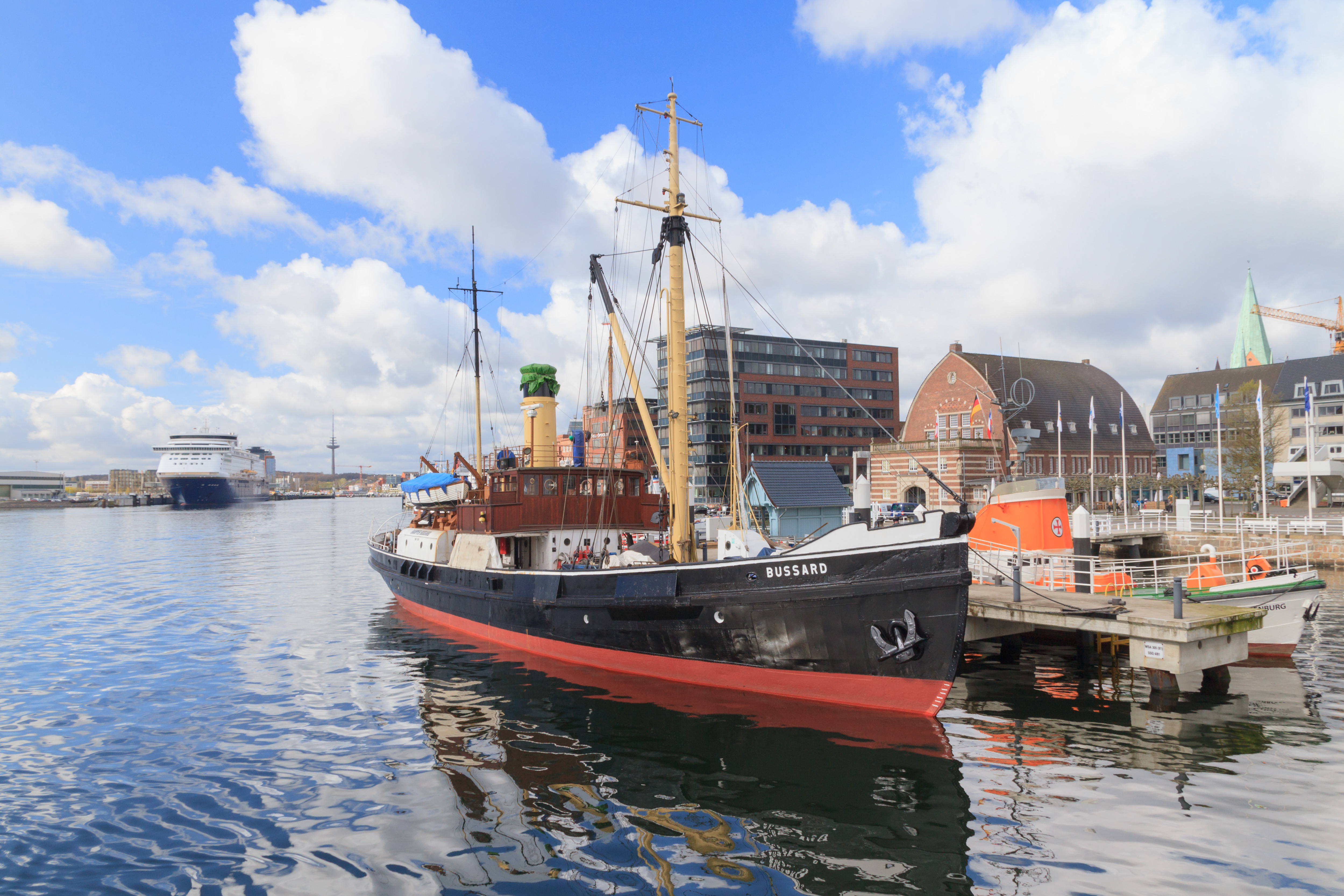
Baliseur Bussard